# (84882) Table Mountain
(84882) Table Mountain est un astéroïde de la ceinture principale. Il doit son nom au Table Mountain Observatory (TMO) situé à Wrightwood en Californie.
Il a été découvert le 1er février 2003 au TMO par l'astronome américain James Whitney Young.

Sa désignation provisoire était 2003 CN16.